# Konrad Wirnhier
Konrad „Conny“ Wirnhier (* 7. Juli 1937 in Pfarrkirchen; † 2. Juni 2002) war ein deutscher Sportschütze. Bei den Olympischen Spielen 1972 in München wurde er Olympiasieger in der Disziplin Skeet-Schießen, einer Form des Wurfscheibenschießens.

## Leben
Der aus Pfarrkirchen stammende Büchsenmachermeister betrieb seit 1982 ein Jagd- und Sportwaffengeschäft in München-Hochbrück, wo sich auch die Olympia-Schießanlage befindet. Wirnhier entstammte einer Büchsenmacherfamilie und begann 1959 seine sportliche Karriere mit dem Wurfscheibensport. Er war ein Visionär und Autodidakt im Flintenschießen. Neben seinen zahlreichen sportlichen Erfolgen entwickelte Wirnhier während der 1960er Jahre eine eigene Schießtechnik im Flintenschießen, die so genannte Synchrontechnik. Mit dieser leicht zu erlernenden Grundschule für das Flintenschießen legte er einen Meilenstein für die Schulung von Anfängern. Wirnhier baute damit unter anderem den Juniorkader der Sportschützen auf. Auch seine selbst entwickelte Flintenserie für Jagd und Sport brachte ihm zahlreiche Erfolge. Er starb am 2. Juni 2002 nach langer Krankheit.

## Sportliche Erfolge
Olympische Spiele
- Olympiateilnehmer 1968 und 1972
- Olympiabronze 1968 in Mexiko-Stadt
- Olympiagold 1972 in München

Weltmeisterschaften
- WM-Gold 1965 in Santiago de Chile
- WM-Bronze in Wiesbaden mit der Mannschaft (mit Peter von Hohentahl, Haymo Rethwisch und Hans-Joachim Suppli)
- WM-Gold 1967 in Bologna

Europameisterschaften
- EM-Bronze 1961 in Bern mit der Mannschaft
- EM-Bronze 1963 in Brünn
- EM-Silber 1963 in Brünn mit der Mannschaft (mit Karl Gernandt, Edgar Holunder und Hans-Joachim Suppli)
- EM-Bronze 1967 in Brünn
- EM-Silber 1967 in Brünn mit der Mannschaft
- EM-Gold 1968 in Namur
- EM-Gold 1968 in Namur (u. a. mit Karl Meyer zu Hölsen)
- EM-Bronze 1970 in Bukarest

Deutsche Meisterschaften
- DM-Gold (Deutscher Meister) insgesamt 11 Mal (1961–1969, 1972 & 1973)

## Auszeichnungen
- Seine Heimatstadt benannte nach seinem Tod eine Straße nach ihm.[2]
- Der Siegerehrungsplatz der Olympia-Schießanlage Hochbrück trägt den Namen Conny-Wirnhier-Platz.[3]